# 蘇利米夫卡 (亞戈京區)
50°16′31″N 31°58′57″E / 50.27528°N 31.98250°E
蘇利米夫卡（烏克蘭語：Сулимівка）是位於烏克蘭北部的村莊，由基辅州鲍里斯皮尔区的亞霍滕市鎮負責管轄。該村始建於1714年，面積30.6平方公里，海拔高度121米，2001年人口899，人口密度每平方公里29.4人。